# 세인트아이브스 (콘월주)

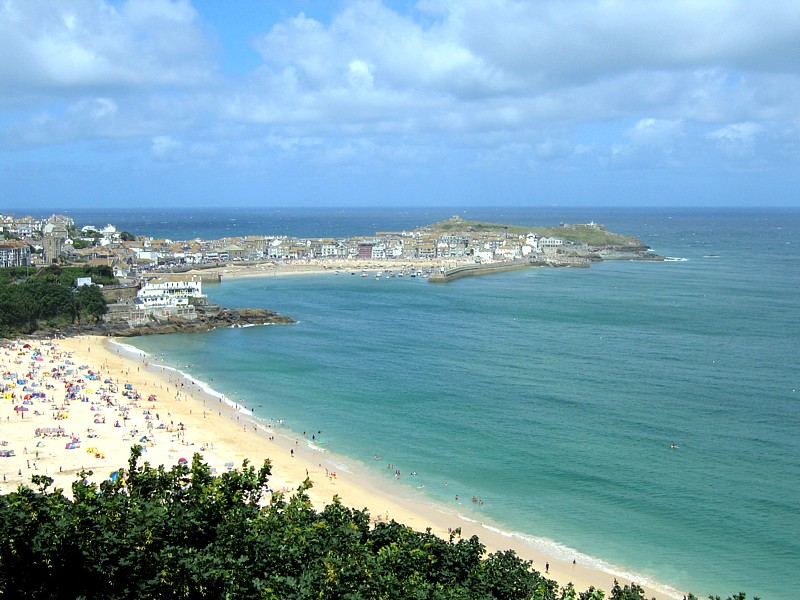
세인트아이브스

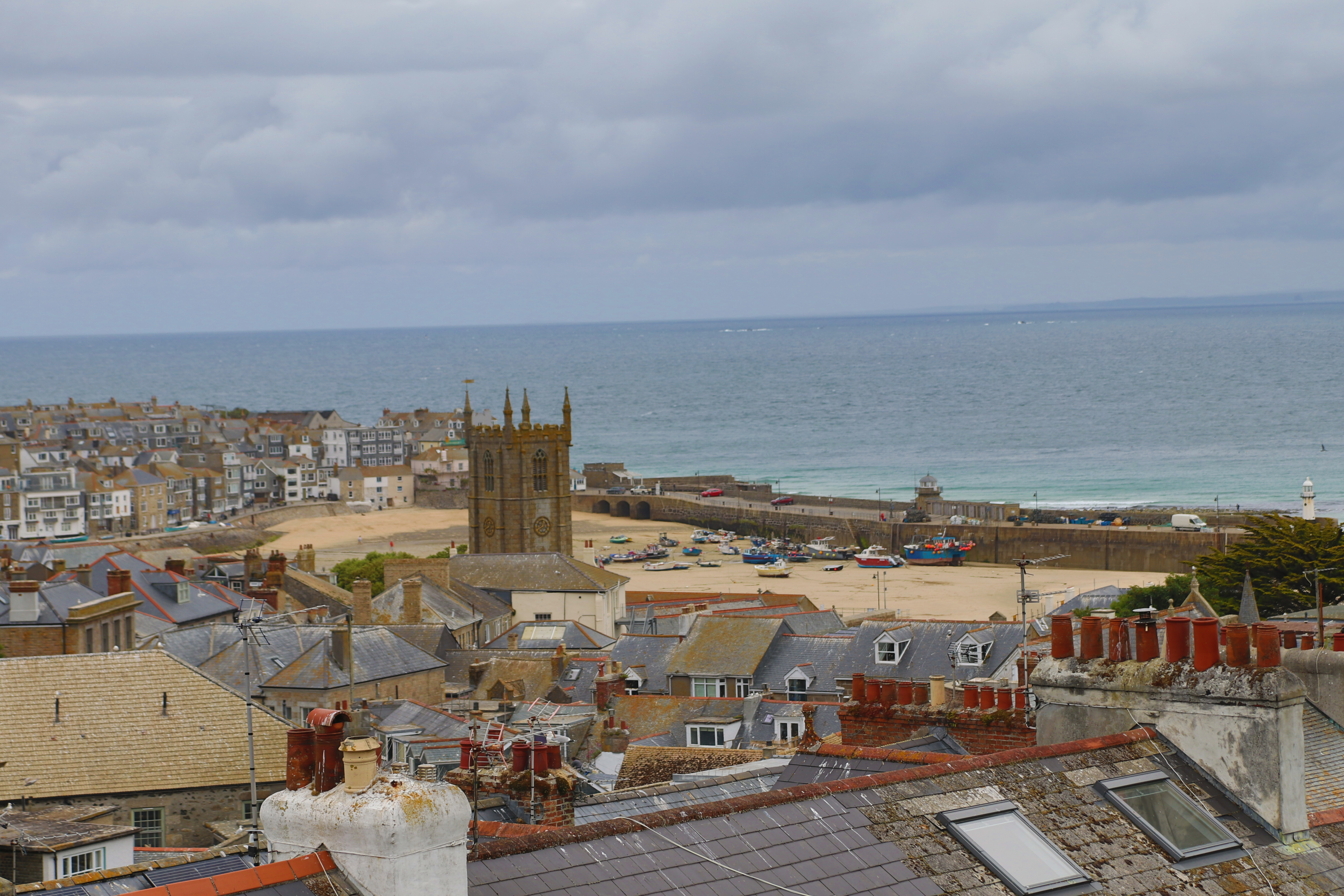
세인트 아이브스 콘월

세인트아이브스(영어: St Ives, 콘월어: Porth Ia)는 잉글랜드 콘월주에 위치한 도시로 인구는 11,226명(2011년 기준)이다. 켈트해 연안과 접한다.